# 蘭迪斯 (北卡羅萊納州)
蘭迪斯（英語：Landis）是一個位於美國北卡羅萊納州羅恩縣的城鎮。

## 人口
根據2020年美國人口普查的數據，蘭迪斯的面積為8.99平方千米，當中陸地面積為8.75平方千米，而水域面積為0.24平方千米。當地共有人口3109人，而人口密度為每平方千米346人。